# Czerwień koszenilowa A
Czerwień koszenilowa A (ang. cochineal red A), pąs 4R (ang. ponceau 4R), E124 – organiczny związek chemiczny z grupy barwników azowych. Syntetyczny barwnik wykorzystywany w przemyśle spożywczym m.in. do produkcji ciast i galaretek w proszku, dżemów, polew deserowych, zup pomidorowych, napojów, lodów, a także do barwienia skorupek jaj. Należy do tzw. szóstki z Southampton.
Jego dopuszczalne dzienne spożycie wynosi 4 mg/kg ciała.

## Zagrożenia
Może powodować typowe dla barwników azowych działania niepożądane oraz katar sienny. Według niektórych źródeł jest czynnikiem rakotwórczym. Według kryteriów RTECS jej działanie nowotworowe (guzy wątroby) jest niejednoznaczne, natomiast według kryteriów IARC związek ten nie jest prawdopodobnym, możliwym ani potwierdzonym czynnikiem rakotwórczym dla ludzi.